# 周鸿祎
周鸿祎（1970年10月4日—），祖籍湖北新洲 ，九三学社社员，成长于河南郑州，毕业于郑州九中和西安交通大学。曾就职于方正集团，2004年任雅虎中国总裁，现任奇虎360公司董事长。

## 生平及經歷
- 1970年10月4日出生于河南驻马店。[1]
- 1988年保送西安交通大学教改班，计算机专业。[3]
- 1992年，毕业于西安交通大学电信学院计算机系，因学习成绩优异，同年被保送西安交大读管理学院系统工程系研究生，并于1995年研究生毕业，获硕士学位[4]。
- 1995年，周鸿祎就职于方正集团[5]。
- 1998年，辞去方正集团事业部总经理的职务[3]，创立因特国风软件有限公司[3]，推出对当时中国大陆網路影响较大的软件“3721上網助手”[6]，并因此得到了“中国流氓软件之父”的恶名[7]。
- 1999年，登上《IT经理世界》杂志封面。[3]
- 2001年5月，决定3721开始收费。[3]
- 2001年，开始与CNNIC对峙。[3]
- 2003年9月，10月，3721两次被百度以不正当竞争为由告上法庭，周鸿祎代表3721出庭。[3]
- 2003年11月，周鸿祎把3721以1.2亿美金卖给了雅虎。[3]
- 2004年1月，在雅虎中国任职中国区总裁。又因合作问题与杨致远爆发冲突，周鸿祎并于2005年8月31日正式辞去雅虎中国区总裁职务。[8]
- 2006年3月，重新回到他自己以及众多风投公司共同投资的奇虎公司。[3]
- 2006年8月，成立奇虎360并担任董事长，随后开发了360安全卫士等安全软件，其中360杀毒开创了中国大陆免费杀软之先河[9][10]。
- 2006年8月，与当时雅虎执行总裁田健公开争执。[3]
- 2008年7月17日，召开发布会并宣布正式推出360杀毒软件，并宣布永久免费。[3]
- 2010年5月25日下午，周鸿祎在新浪微博和腾讯微博密集发布微博揭露360安全卫士和金山毒霸的恩怨[11][12]。而在360和腾讯冲突全面升级前后，周鸿祎都在自己的微博上公开发表批评甚至是鄙视腾讯的言论。在360推出隐私保护器之后，其腾讯微博曾暂停更新，直到3Q大战之后更新。
- 2011年3月30日，带领奇虎360在纽交所上市。[3]
- 2012年，因360特供機和小米手機之爭，周鴻禕和雷軍被網友戲稱為周冷禪和雷不群[13]。
- 2012年8月，南京大学一名学生通过某节目电话采访周鸿祎的视频中泄露的双音多频（DTMF）拨号音成功破译了周鸿祎的手机号码并将过程发到网上，虽隐藏了号码中的几位数字但仍引致了大量网友拨打电话“验证”形成骚扰电话[14]。
- 2014年12月，360投资4.095亿美元与酷派成立合资公司奇酷科技，周鸿祎担任CEO[15]。
- 2015年，榮獲“2014中国互联网年度人物”[16]。
- 2018年，当选第十三届全国政协委员[17]，同年榮獲“2017十大经济年度人物”[18]。
- 2024年，周鸿祎开始积极参与网红经济，有媒体称360集团已将直播带货列入年度规划，计划将周鸿祎打造为大网红，然后带货。周鸿祎随后发文回应称，360和自己不会做直播带货，但自己要学习雷军、余承东等科技界网红，为360代言。[19][20]

## 个人生活
1996年周鸿祎在北大方正任職計算機軟件工程師時相識相戀同事胡歡，婚後育有2兒1女。爱好射击运动、阅读书籍和看电影。
2023年4月4日，360公司发布公告称，周鸿祎已解除与胡欢的婚姻关系，同时将其直接持有的360占6.25%股权转让至胡欢名下。

## 著作
2014年8月：《周鸿祎自述：我的互联网方法论》，中信出版社出版。
2017年11月：《颠覆者：周鸿祎自传》，周鸿祎、范海涛著，北京联合出版公司出版。
2023年4月：《超越好奇》，周鸿祎、范海涛著，人民邮电出版社出版。

## 诉讼
- 2013年7月22日，北京市二中院确认周鸿祎涉案7条微博言论构成对北京金山软件有限公司的名誉侵权。判决要求周停止侵权，并删除其在微博中的相关文章，并在各微博首页发表致歉声明，向金山公司公开赔礼道歉、消除影响；另赔偿金山公司经济损失5万元。[26]
- 2013年10月18日，朝阳法院公开审理方舟子诉周鸿祎侵害名誉权一案。因周在其微博上转发“网友爆料方舟子被百度重金收买和利用”等言论，被方以名誉侵权为由将周诉至法院，索赔精神损失20万元。[27]最终，法院判定北京奇虎公司与周鸿祎侵犯百度名誉权事实成立，连带赔偿百度公司经济损失五万元，驳回百度公司的其他诉讼请求。[28]